# Lai Kuan-hua

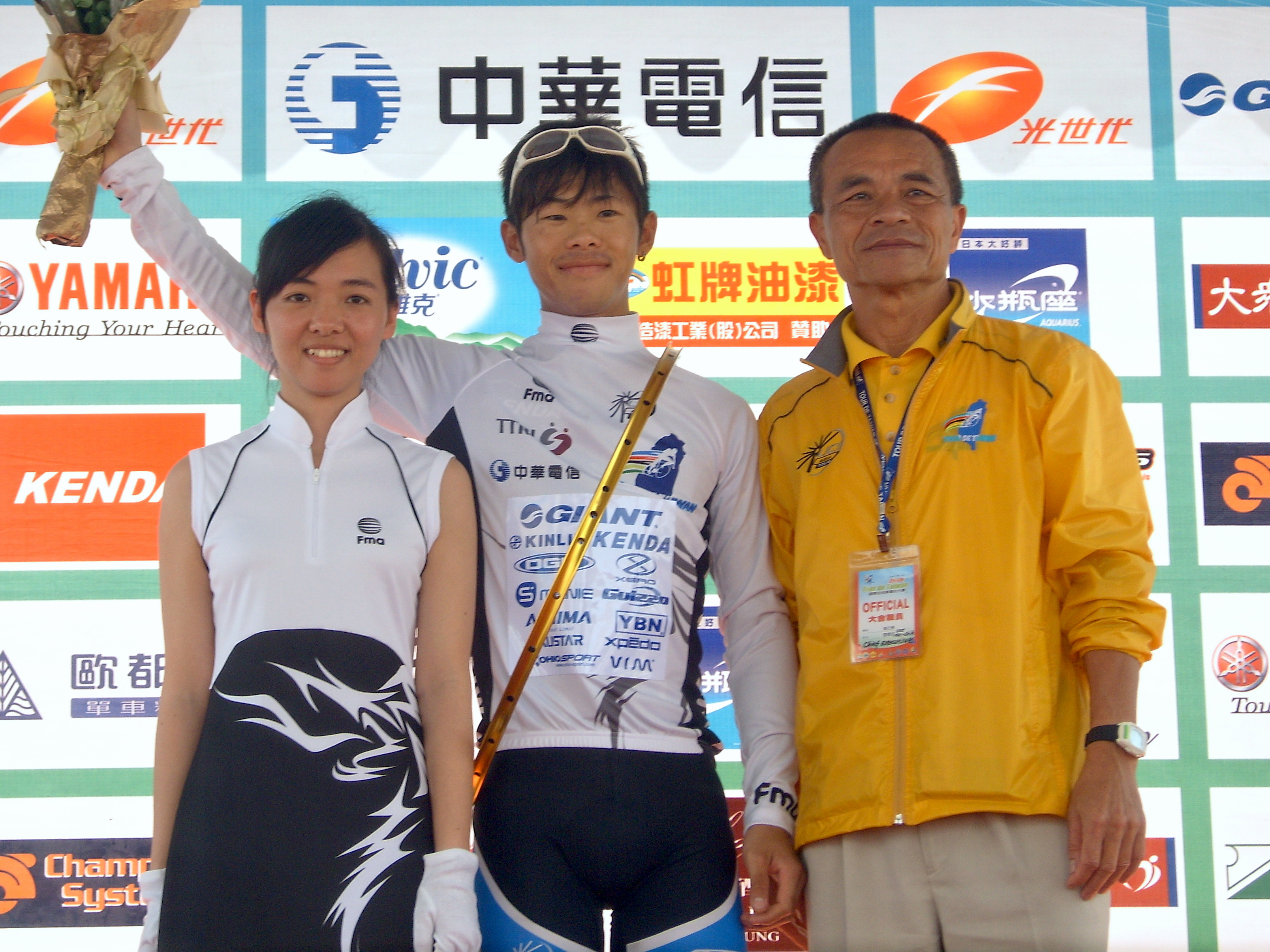
Lai Kuan-hua bei der Siegerehrung der Tour de Taiwan 2008 zum besten taiwanesischen Fahrer

Lai Kuan-hua (* 23. Juli 1981) ist ein ehemaliger taiwanischer Radrennfahrer.
Lai Kuan-hua begann seine internationale Karriere 2002 beim Giant Asia Racing Team, bei dem er nach der Saison 2010 seine Laufbahn beendete. 2006 wurde er Etappenzweiter bei der Tour of Siam und Etappendritter bei der Thailand-Rundfahrt. Im nächsten Jahr konnte er die sechste Etappe der Jelajah Malaysia für sich entscheiden. Außerdem wurde er bei der Thailand-Rundfahrt wieder Etappendritter und bei der Tour de Hokkaidō schaffte er es einmal auf den fünften Platz.

## Erfolge
2007
- eine Etappe Jelajah Malaysia